# آذرکافت افشانه‌ای شعله‌ای با خوراک مایع
آذرکافت افشانه‌ای (یا پیرولیز اسپری) شعله‌ای با خوراک مایع (LF-FSP) یکی از جدیدترین روش‌های تولید پودر به روش پیرولیز اسپری شعله‌ای (FPS)است. FPS پودر اکسید فلزات را از کلریدهای گازی بسیار فرار فلزات تولید می‌کند که در شعله هیدروژن-اکسیژن تجزیه و اکسید شده و نانو پودرهای اکسیدی تولید می‌کنند. با این حال محصولات ساخته شده از FSP درفاز بخار محدود به Al، Ti، Zr و Si و بر اساس اکسیدهای تولید شده از کلرید این مواد می‌باشد؛ بنابراین علاقه به تولید مواد پیچیده‌تر مواد مورد نیازمند یک روش جدید به نام پیرولیز اسپری شعله‌ای با خوراک مایع(LF-FSP)می‌باشد.

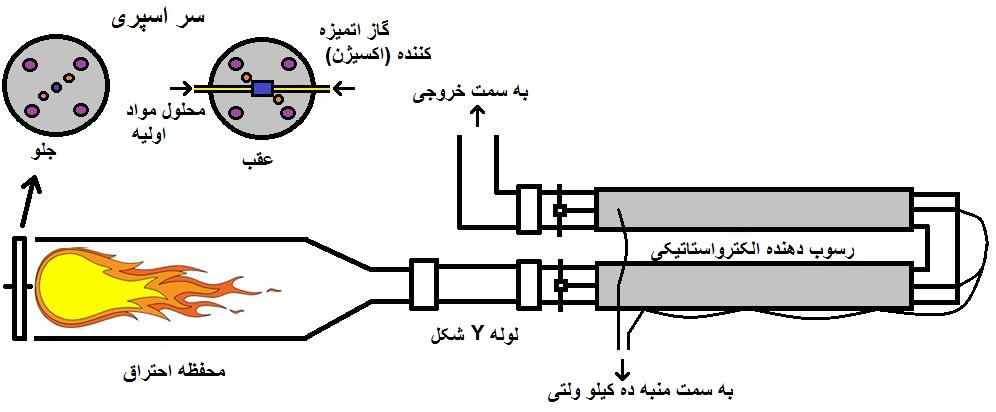

LF-FSP اولین بار در دانشگاه میشیگان و با استفاده از مواد اولیه آلی- فلزی مثل کربوکسیلات‌ها یا الکوکسیدهای فلزات (نه کلرید فلزات) اختراع شد. به‌طور خلاصه محلول‌های الکلی (معمولاً اتانول) حاوی یک تا ده درصد از مواد سرامیکی مورد نظر به عنوان مواد اولیه به صورت آئروسل توسط اکسیژن وارد یک محفظه کوآرتزی شده و توسط مشعل‌های پایلوت متان سوزانده می‌شوند. دمای اولیه سوختن بسته به شرایط فرایند بین ۱۵۰۰ تا ° ۲۰۰۰ می‌باشد که منجر به تولید غبار نانو پودر می‌شود. سپس دما به ۳۰۰ تا ۵۰۰ درجه سانتیگراد افت می‌کند که به تولید محصول سینتیکی و نانو پودرهای کلوخه نشده منجر می‌شود. با استفاده از رسوب دهنده الکترواستاتیکی با پتانسیل ۱۰ کیلو ولت سرعت تولید به ۲۰۰ گرم در ساعت می‌رسد. نانوپودرهای معمول به‌طور متوسط دارای اندازه ۱۵ تا ۱۰۰ نانومتر و سطح ویژه ۳۰ تا ۱۰۰ مترمربع بر گرم می‌باشند. فناوری LF-FSP می‌تواند برای تولید اکسیدهای تکی یا مخلوط فلزات با استفاده از مواد اولیه ارزان در یک مرحله و بدون تولید محصولات جانبی مضر مثل HCl (که به هنگام استفاده از کلریدهای فلزات به عنوان مواد اولیه تولید می‌شود) به کار گرفته شود.

## روند
در ابتدا مواد اولیه آلی- فلزی در الکل (معمولاً اتانول) حل می‌شوند. وزن نهایی اکسید سرامیکی مورد نظر می‌تواند از رابطه بازده سرامیک و مقدار ماده اولیه محاسبه شود. مرحله بعدی فرایند تولید با عنوان پرتاب، آئروسل نمودن محلول مایع ماده اولیه و سوختن آن در شعله می‌باشد. استوکیومتری اکسیدهای فلزی تولید شده نهایی از ترکیبات محلول مواد اولیه تعیین می‌گردد.
در مقیاس آزمایشگاهی سرعت تولید می‌توان ۱۰ تا ۳۰۰گرم در ساعت باشد که نانو ذراتی یکنواخت و غیرکلوخه‌ای با میانگین اندازه ذرات حدود ۱۵ تا ۱۰۰ نانومتر تولید می‌نماید. در مقیاس تجاری شرکت نانوسروکس با داشتن مجوزی انحصاری برای LF-FSP توان تولیدی با سرعت ۴ کیلوگرم در ساعت به صورت پیوسته را داراست.
به‌طور معمول حلال به عنوان سوخت عمل می‌کند؛ در نتیجه مشکلات مربوط به هزینه و حلالیت منجر به استفاده از اتانول یا سایر الکل‌های ارزان قیمت برای حل کردن مواد اولیه می‌شود. آئروسل الکل- اکسیژن در عرض چند میلی‌ثانیه سوخته و تمام مواد آلی را در دمای بالای ۲۰۰۰ درجه سانتی گراد اکسید می‌نماید و تنها اکسی آنیون‌های فلزی در فاز گازی باقی می‌مانند. این اکسی آنیون‌ها برای تشکیل کلاسترها هسته زایی نموده و نهایتاً ذراتی با اندازه کمتر از ۱۰۰ نانومتر تولید می‌نمایند.